# Blepharicera alhnicola
Blepharicera alhnicola är en tvåvingeart som beskrevs av Kaul 1984. Blepharicera alhnicola ingår i släktet Blepharicera och familjen Blephariceridae. Inga underarter finns listade i Catalogue of Life.